# Mulieris dignitatem
Mulieris dignitatem (česky Důstojnost ženy) je apoštolský list papeže Jana Pavla II. o důstojnosti ženy, zveřejněný 15. srpna 1988 a napsaný v souvislosti s Mariánským rokem 1987–88.
Mulieris dignitatem hájí rovnost žen, povolání k lásce, vzájemnou podřízenost manželů, přetrvávající dopad prvotního hříchu na vztahy mezi muži a ženami, Ježíšův vzor, jak se chovat k ženám, význam Ježíšovy matky pro současné křesťany a povahu vztahu mezi Kristem a jeho církví, včetně role eucharistie, která vyjadřuje úplné sebeobdarování Krista a umožňuje vzájemné úplné sebeobdarování přijímajícího.

## Popis
Papež tento text charakterizuje jako „meditaci“ o „důstojnosti ženy a jejím povolání“, jak je nacházíme v Písmu svatém. Dále pak říká, že „důstojnost lidské osoby je teologicky zakořeněna v jejím stvoření k obrazu a podobě Boží a v jejím vykoupení skrze Syna, věčné Slovo, které se stalo tělem“. A dále, že „Maria je nejúplnějším vyjádřením této důstojnosti a povolání“.
S odvoláním na Klementa Alexandrijského (Paed. 1, 4: S. Ch. 70, 128-131) a Augustina z Hippo (Sermo 51, II, 3: PL 38, 334-335) Jan Pavel II. říká, že zpráva o stvoření v Gn 2, 21–24 (Kral, ČEP) „poskytuje dostatečný základ pro uznání základní rovnosti muže a ženy z hlediska jejich lidství.“ Muž a žena byli stvořeni pro vzájemný vztah. Tento vztah byl narušen hříchem. „Proto když v biblickém popisu čteme slova adresovaná ženě: ,Tvá touha bude patřit tvému muži a on bude vládnout nad tebouʻ Gn 3, 16 (Kral, ČEP), objevujeme zlom a stálou hrozbu právě s ohledem na tuto ,jednotu dvouʻ, která odpovídá důstojnosti Božího obrazu a podoby v obou.“ Avšak „cokoli zmenšuje ženu, v podstatě zmenšuje i muže, a tak jsou negativně postiženi oba“.
Jako důkaz toho, že křesťanství si váží žen, mužů a všech členů společenství, uvádí nedávný mariánský rok (1987), církev jako Kristovu nevěstu a roli žen v Bibli jako prvních svědků zmrtvýchvstání. Zmiňuje také význam tradičních rolí žen, jako je matka, učitelka a dcera, v současné společnosti.
Dokument zmiňuje několik ženských světic, mezi nimi Moniku, Makrinu, Olgu Kyjevskou, Matyldu Toskánskou, Hedviku Slezskou, Jadwigu Polskou, Alžbětu Uherskou, Brigitu Švédskou, Johanku z Arku, Růženu Limskou, Alžbětu Annu Setonovou a ctihodnou Marii Wardovou (která dosud nebyla kanonizována).
Teologie manželství vyjádřená v Mulieris dignitatem sahá až k Augustinovi z Hippo, který podal klasický popis dober manželství jako věrnost (fides), děti (proles) a svátost (sacramentum).
Dopis také obhajuje učení o kněžství všech mužů: Tím, že Kristus povolal za své apoštoly pouze muže, jednal zcela svobodně a suverénně. Uplatnil přitom stejnou svobodu, s jakou v celém svém jednání zdůrazňoval důstojnost a povolání žen, aniž by se podřizoval převládajícím zvyklostem a tradicím sankcionovaným tehdejším zákonodárstvím. V roce 1995 napsal Jan Pavel další text o ženách, pastýřský list s názvem Dopis ženám.